# Автономія
Автоно́мія (грец. αύτονομία — самоуправління, незалежність) — термін для позначення: 1) особливого статусу національно-територіальних утворень, котрі існують у межах тієї чи іншої держави і функціонують на засадах широкого внутрішнього самоврядування, яке — за характером здійснення влади — має ознаки окремої суверенної держави, — державна автономія;
 2) широкого адміністративного самоврядування виділених частин територій держави — адміністративно-територіальна автономія;
 3) тієї форми самоврядування національностей, що має екстериторіальний характер, функціонує на засадах спільності національної культури й спрямована на збереження та розвиток її самобутності, задоволення потреб та інтересів представників певної національності — національно-культурна автономія;
 4) незалежності релігійно-церковної (монастирі, ставропігійні об'єднання, чернечі ордени тощо), наукової (академії, товариства та інші), навчально-освітньої (університети, коледжі тощо), еконічної (фірми, компанії тощо), станових, професійних груп, інституцій, установ, закладів і підприємств від центральних і регіональних державних структур.

## Історія терміна
Спочатку автономією в епоху античності — називалося подароване грецькими полісами Давнім Римом, право жити за своїми законами, але під контролем римської адміністрації. В цілому автономія була лише вужчою частиною права на самоврядування дарована Римом під назвою «Елєфтерія».

## Держава і право
У правовому розумінні, автономія — це право, що надається об'єднанням, станам, корпораціям, керуватися власними нормами та правилами в певних межах.
Теорією державного управління виділяється самоврядування — реалізація децентралізації державної влади в формі закріплення в нормативно-правовій формі за адміністративно-територіальними одиницями держави прав по реалізації від імені місцевого населення можливості та здатності визначення громадського порядку в питаннях місцевого значення в певних сферах під власну відповідальність. Поряд з самоврядуванням — рівноправністю всіх адміністративно-територіальних одиниць — автономія має на гадці визнання автономних прав на визначення громадського порядку в деяких сферах, можливо відмінних від прав інших одиниць. За сферами виділяють автономії адміністративні — в питаннях здійснення організації громадського управління та прийняття рішень, — і національні — в реалізації особливих прав етнічних груп.
В середні віки були поширені найбільші та найрізноманітніші автономії. Але і тепер визнається автономія громад, єднань, спілок, корпорацій в їх внутрішніх, особливих справах і відносинах. Подібна автономія забезпечує їх вільний розвиток, необхідне зростання і порядок, сприятливо діє на розвиток сил як окремих членів, так і всієї сукупності їх в єднанні або союзі. Крім того, держава може допускати автономію династичних родів і дворян-землевласників, яка дожила до кінця XIX—початку XX, тією мірою, в якій вона не суперечить державному устрою і не виходить з області сімейних інститутів і спадкового права (фамільні постанови, фідеікомісса, виділ дочок і т. ін.).

## Філософія
У філософії автономія — принцип самостійності буття, що направляється власним розумом і совістю (Кант); здатність особистості як морального суб'єкта до самовизначення на основі власного законодавства. Протилежна гетерономії суб'єкта — тобто прийняття норм поведінки «ззовні» — без обґрунтування їх необхідності власним мисленням.
Необхідність автономії була усвідомлена ще в грецькій філософії Демократом і Сократом. Як загальний принцип поведінки автономія проголошена Лютером, які виступали проти авторитаризму римсько-католицької церкви. Проблема автономії була етично осмислена Шефтсбері, Хатчесоном, а в теоретично послідовній формі Кантом (автономна етика).
Моральна автономія дозволяє, зберігаючи людську гідність і доброчесність, бути вільним від довільності соціальних встановлень, диктату влади, моди, думки інших і не втрачати самовладання перед обличчям життєвих труднощів і небезпек.

## Психологія
Парний термін автономії-гетерономії в психології і дитячому психоаналізі був введений Жаном Піаже для розмежування між гетерономією дітей і автономією дорослих. За механікою дії він заснований на контрасті між інфантильною залежністю і несамостійністю дітей з одного боку, і видимою незалежністю (або прагненням до незалежності) дорослих. Одночасно Піаже вказав на найтісніший взаємозв'язок і взаємоперетікання автономії та гетерономії. Наприклад, невротична залежність (гетерономії) — вказує на хворобливий стан, при якому дорослий чоловік, який (по внутрішній ренті) повинен бути автономним, при цьому відчуває себе — гетерономним, тобто залежним.
У 1963 році слідом за Піаже Ерік Еріксон ввів складний термін: «автономія проти сорому і сумніву» — для найбільш точного і докладного позначення другий зі своїх восьми сформульованих «стадій життя людини». Приблизним чином зазначена стадія відповідає фінальній стадії класичної теорії психоаналізу, при якій (практично буквальним чином) контроль сфінктера означає — досягнення автономії[джерело?].

## Християнство
Автономія — самостійність помісної церкви в питаннях внутрішнього управління від тієї чи іншої автокефальної церкви, до складу якої дана автономна церква входила раніше на правах екзархату або єпархії. Глава автономної церкви обирається на помісному соборі з наступним затвердженням настоятель кіріархальної церкви.

## Кібернетика
Коли йде мова про автономію в людському організмі, фірмі або системі, йдеться про те, що та чи інша її частина або певна функція сама відповідає за своє регулювання. Це поняття можна перевести як «самовиконання закону».

## Університетська автономія
Автономія — одне з найважливіших прав класичних університетів. Виникла одночасно з народженням університетів в середньовічній Європі (XI—XII ст.). Первісне розуміння університетської автономії (або «академічних свобод») означало судовий імунітет університетської корпорації щодо світської та духовної влади, тобто, непідсудність її членів (професорів і студентів) будь-яким іншим судам, крім університетського. До середньовічних корпоративними правами університетів також ставилися права самоврядування: вибори кожним факультетом декана з-поміж своїх професорів, вибори проректора (почесну посаду ректора, як правило, займав високий покровитель університету з-поміж титулованої знаті), право самостійного поповнення корпорації через вибори нових професорів. Ці права зберігалися в більшості європейських університетів до межі XVIII—XIX ст.
В результаті реформ початку XIX століття університетами було втрачено більшість їх корпоративних прав, але разом з тим в політиці ряду державних діячів (зокрема Вільгельма фон Гумбольдта в Пруссії) підкреслювалося право «автономії науки», свобод викладання, навчання і наукових досліджень, які складали основні принципи організації класичних університетів.

## На українських землях
Елементи автономії побутували в устрої запорозького козацтва кінця XVI століття — 1-ї половини XVII століття і частково визнавалися Короною Польською. Початки основних засад інституту автономії в Україні поклали Березневі статті 1654 року, які гарантували автономні права та вольності Гетьманщини в її міждержавної спілці з Московським царством. Протягом 2-ї половини XVII — 1-ї половини XVIII століття царський уряд проводив систематичне урізання автономії Гетьманщини аж до остаточної її ліквідації 1764 року. На принципах автономного існування Гетьманщини у складі тих чи інших державних утворень ґрунтувались Гадяцький договір 1658 року Івана Виговського та Чуднівський договір 1660 року Юрія Хмельницького з Річчю Посполитою, Бучацький мирний договір 1672 року, договір 1692, укладений Петром Іваненком у Казикермені з Кримським ханством. Певні автономні права як стосовно Гетьманщини, так і Речі Посполитої, а пізніше Російської держави, мала Запорозька Січ до її ліквідації 1775 року. Протягом 60—90-х років XVIII століття у середовищі нащадків козацької старшини ширився автономістський рух за відновлення «старих прав і вольностей» (накази українським депутатам, які працювали в комісії зі складання проекту «Нового Уложения», новгород-сіверський гурток автономістів, таємна місія 1791 року В. Капніста в Берлін, історіко-полемічний трактат «Історія Русів» та інші). У XIX столітті автономістські ідеї побутували здебільшого лише в українській суспільно-політичній та історичній думці, зокрема в програмних документах і творах кирило-мефодіївців, А. Добрянського, М. Драгоманова, Т. Зіньківського та інших.
Від 1848 року ідея територіальної автономії належала до мінімальних вимог українського національно-визвольного руху на теренах підавстрійської Галичини. 1861 року Галичина одержала крайову автономію з сеймом та органами місцевого самоврядування, в яких домінували поляки. Відтоді галицькі українці проводили політичну боротьбу за поділ Галичини на польську та українську частини. 1861 року коронним краєм було визнано і Буковину. Від 1890 року до крайового сейму Буковини входили українці. Від кінця XIX стстоліття українці Буковини виступали за поділ краю на румунську та українську частини.
На початку XX століття національно-культурна автономія була однією з найголовніших програмних вимог низки українських політичних партій у Наддніпрянській Україні. Під гаслом національно-територіальної автономії України велися переговори Української Центральної Ради з російським Тимчасовим урядом (червень–вересень 1917 року; див. Універсали Української Центральної Ради). За умовами Сен-Жерменського мирного договору 1919 року автономний статус у складі Чехо-Словаччини передбачалося надати Закарпатській Україні, але ця угода була реалізована тільки частково у межах адміністративного краю «Підкарпатська Русь». Відповідно до закону від 22 листопада 1938 року, Закарпатська Україна дістала широку автономію, яка була ліквідована угорськими окупаційними військами за політичної підтримки гітлерівської Німеччини. У 30-х роках XX століття за національно-територіальну автономію західно-українських земель у межах Польщі виступає Українське національно-демократичне об'єднання.
Протягом 1924—1940 років у складі Радянської України перебувала Молдавська Автономна Радянська Соціалістична Республіка (1940 року перетворена в союзну республіку). Від 1923 в УСРР була впроваджена система так званого національно-територіального районування (райони, селищні та сільські ради). 1931 року на теренах Радянської України на засадах адміністративної автономії функціонувало 25 національних районів (8 російських, 7 німецьких, 3 болгарських, 3 грецьких, 3 єврейських, 1 польський), 995 національних сільрад (404 російських, 251 німецьких, 28 єврейських, 148 польських, 34 болгарських, 30 грецьких, 16 молдавських, 10 чеських, 4 білоруських), 89 національних селищних рад, які здебільшого розміщувалися на Волині, Запоріжжі, Криворіжжі, Луганщині, Маріупольщині, Мелітопольщині, Одещині, Харківщині, Херсонщині, у Донбасі та інших регіонах. У межах національних районів існували національні школи, національні камери народних судів, клуби, хати-читальні, театри, біки, періодична преса, художні та іноземні літературно національні райони, селищні та сільські ради були ліквідовані в 1938—1939 роках. У сучасній Україні на засадах автономії існує Автономна Республіка Крим, устрій якої визначається розділом 10 (ст. 134—139) Конституції України.